# Verónica Boquete Giadáns
Verónica Boquete Giadans (Santiago de Compostel·la, 9 d'abril de 1987), més coneguda com a Vero Boquete, és una centrecampista/davantera espanyola que ha jugat a Espanya, els Estats Units, Rússia, Suècia, Alemanya, França, la Xina i Itàlia. Actualment és jugadora de l'ACF Fiorentina Femminile
Ha estat campiona de la Lliga de Campions amb el Frankfurt i subcampiona amb el Tyresö, i amb la selecció espanyola ha jugat un Mundial i una Eurocopa. Va ser la capitana de la selecció espanyola a la seva primera participació al mundial així com de la selecció gallega als tres partits que ha disputat.
Des del 8 de novembre de 2018 l'Estadi Multiusos de San Lázaro de Santiago de Compostel·la porta el seu nom.

## Palmarès
- 1 Lliga de Campions Femenina de la UEFA (2014-15)
- 2 Copes espanyoles de futbol femenina (2009, 2010)
- 1 Frauen Bundesliga (2015-16)
- 1 Lliga sueca de futbol femenina (2011-12)
- 1 USL W-League (2010)

| Temporades | Club             | Títols | Selecció (fases finals)                                     |
| ---------- | ---------------- | ------ | ----------------------------------------------------------- |
|            | Xuventú Aguiño 0 |        | Eurocopa sub-19 2004 (campió) Mundial sub-19 2004 (1a fase) |